# Pável Bazhov
Pável Petróvich Bazhov (ruso: Павел Петрович Бажов, Sysert, gobernación de Perm, Imperio ruso, 27 de enero de 1879-Moscú, URSS, 3 de diciembre de 1950) fue un destacado escritor ruso.
Nació en una familia de trabajadores en Sysertski Zavod (Сысертский Завод; hoy, Сысерть: Sysert), en los Urales.
En 1899, ingresó en un seminario, y más tarde fue profesor en Ekaterimburgo. Durante la Guerra Civil Rusa de 1918-1922 luchó con el Ejército Rojo.
Fue cronista durante la Revolución rusa y escribió ensayos sobre los Urales como Sucesos de los Urales (Уральские были, 1924) y el autobiográfico El caballo verde (Зелёная кобылка, 1939), pero lo que le dio fama fueron sus colecciones de relatos, sobre todo El joyero de malaquita: cuentos de los Urales (Малахитовая шкатулка, 1939), en que interpreta brillantemente la lengua hablada popular de los Urales. Esta obra se basa en cuentos folclóricos y en cuentos de hadas sobre la vida de buscadores de oro y obreros en fábricas de los Urales en los siglo XVIII y siglo XIX.
El relato La flor de piedra (Каменный цветок) fue adaptado al cine en 1946 por Aleksandr Ptushkó (Александр Птушко, 1900-1973) e inspiró a Serguéi Prokófiev un ballet que se estrenaría en 1950.
Bazhov fue galardonado en 1943 con el Premio Stalin por El joyero de malaquita: cuentos de los Urales.
Pável Bazhov es abuelo de Yegor Gaidar, Primer Ministro de la Federación de Rusia en 1992.
En 1999, fue instaurado en Rusia el Premio Bazhov (un premio literario).

## Adaptaciones cinematográficas
- 1976: Un joyero de malaquita (Малахитовая шкатулка): cortometraje de animación de muñecos producido por los Estudios de Cine de Sverdlovsk (Свердловская киностудия) y dirigido por Oleg Nikoláyevskiy (Олег Николаевский).[1]
- 1977: La pezuñita de plata (Серебряное копытце): cortometraje de dibujos animados producido por los estudios Soyuzmultfilm y dirigido por Guennádiy Sokólskiy (Геннадий Сокольский, n. 1937).[2]
- 1977: La flor de piedra (Каменный цветок): cortometraje de animación de muñecos producido por los Estudios de Cine de Sverdlovsk y dirigido por Oleg Nikoláyevskiy.[3]
- 1978: Un pequeño regalo (Подаренка): cortometraje de animación de muñecos producido por los Estudios de Cine de Sverdlovsk y dirigido por Ígor Réznikov (Игорь Резников).[4]
- 1979: Saltafuegos (Огневушка-поскакушка), cortometraje de dibujos animados producido por los estudios Soyuzmultfilm y dirigido por Natáliya Golovánova (Наталия Голованова, n. 1942).[5]
- Fichas de películas basadas en obras de Pável Bazhov; en inglés, en Internet Movie Database.
  - En español (enlace roto disponible en Internet Archive; véase el historial, la primera versión y la última)..